# Lost & Found Music Studios
Lost & Found Music Studios es una serie de televisión juvenil musical canadiense, creada por Frank van Keeken y emitida por Family Channel en Canadá, y por Netflix en otros países. Esta serie es un spin-off centrado en la serie The Next Step, usando un formato similar, las mismas locaciones y personajes; el reparto principal de Lost & Found apareció en la tercera temporada de The Next Step.
Esta serie se estrenó el 11 de diciembre de 2015 en Family Channel.

## Sinopsis
"Un local de música en vivo, estudio de grabación, Lost & Found es un lugar increíble donde los jóvenes músicos aspiran a ser grandes. Los miembros se sumergen en la música, escriben canciones, graban pistas y forman bandas con la esperanza de convertir su pasión en una profesión.Sin embargo, si hacerlo en la industria de la música no era lo suficientemente difícil, estos artistas aspirantes también tienen que lidiar con los muchos problemas que enfrentan los adolescentes, la presión de sus compañeros, las vidas en sus hogares, y tratar de encajar.."

## Reparto

### Reparto principal
- Shane Harte es Luke.
- Keara Graves es Leia.
- Deshaun Clarke es Jude.
- Ella Jonas Farlinger es Eva.
- Alyssa Baker es Maggie.
- Sarah Carmosino es Rachel.
- Alex Zaichkowski es John.
- Levi Clattenburg es Theo.
- Katrina Hachey es Hannah.
- Ali Milner es Parket.
- Michael Torontow es Señor T.
- Maranda Thomas es Mary.
- Olivia Solo es Annabelle.
- Rakim Kelly es Isaac.
- Jeni Ross es Clara.
- Matthew Bacik es Nate.
- Trevor Tordjman es James.

### Reparto recurrente
- Victoria Baldesarra es Michelle.
- Jordan Clark es Giselle.
- Brittany Raymond es Riley.
- Lovell Adams-Gris es Tully.
- Kathryn Greco es Patricia.
- Lauren Thomas es Jackie.
- Bailey Pelkman es Britney.
- Ian Matthews es Thomas.

## Temporadas
| Temporada | Temporada | Episodios | Canadá Family Channel   | Canadá Family Channel | Latinoamérica & España Netflix | Latinoamérica & España Netflix |
| Temporada | Temporada | Episodios | Comienzo                | Final                 | Comienzo                       | Final                          |
| --------- | --------- | --------- | ----------------------- | --------------------- | ------------------------------ | ------------------------------ |
|           | 1         | 14        | 11 de diciembre de 2015 | 1 de abril de 2016    | 1 de abril de 2016             | 1 de abril de 2016             |
|           | 2         | 13        | 16 de diciembre de 2016 | 31 de marzo de 2017   | 31 de marzo de 2017            | 31 de marzo de 2017            |

## Episodios

### Temporada 1: 2015-2016
| N.º serie | N.º temp. | Título                    | Estreno en Canadá       | Estreno en Latinoamérica & España |
| --------- | --------- | ------------------------- | ----------------------- | --------------------------------- |
| 1         | 1         | «Lost and Found»          | 11 de diciembre de 2015 | 1 de abril de 2016                |
| 2         | 2         | «See Through Me»          | 8 de enero de 2016      | 1 de abril de 2016                |
| 3         | 3         | «Play the Record»         | 15 de enero de 2016     | 1 de abril de 2016                |
| 4         | 4         | «Heart and Soul»          | 22 de enero de 2016     | 1 de abril de 2016                |
| 5         | 5         | «Invincible»              | 29 de enero de 2016     | 1 de abril de 2016                |
| 6         | 6         | «All About the Music»     | 5 de febrero de 2016    | 1 de abril de 2016                |
| 7         | 7         | «Day After Day»           | 12 de febrero de 2016   | 1 de abril de 2016                |
| 8         | 8         | «Dancing in the Rain»     | 19 de febrero de 2016   | 1 de abril de 2016                |
| 9         | 9         | «Potent Love»             | 26 de febrero de 2016   | 1 de abril de 2016                |
| 10        | 10        | «Heart Shape»             | 4 de marzo de 2016      | 1 de abril de 2016                |
| 11        | 11        | «Freebird»                | 11 de marzo de 2016     | 1 de abril de 2016                |
| 12        | 12        | «Sunrise»                 | 25 de marzo de 2016     | 1 de abril de 2016                |
| 13        | 13        | «Callin' Callin' Parte 1» | 1 de abril de 2016      | 1 de abril de 2016                |
| 14        | 14        | «Callin' Callin' Parte 2» | 1 de abril de 2016      | 1 de abril de 2016                |

### Temporada 2: 2016-2017
| N.º serie | N.º temp. | Título                  | Estreno en Canadá       | Estreno en Latinoamérica & España |
| --------- | --------- | ----------------------- | ----------------------- | --------------------------------- |
| 15        | 1         | «Sweet Tarts»           | 16 de diciembre de 2016 | 31 de marzo de 2017               |
| 16        | 2         | «Rhythm In My Heatbeat» | 13 de enero de 2017     | 31 de marzo de 2017               |
| 17        | 3         | «Wondering»             | 20 de enero de 2017     | 31 de marzo de 2017               |
| 18        | 4         | «Take Control»          | 27 de enero de 2017     | 31 de marzo de 2017               |
| 19        | 5         | «Hit My Heart»          | 3 de febrero de 2017    | 31 de marzo de 2017               |
| 20        | 6         | «How Far We've Come»    | 10 de febrero de 2017   | 31 de marzo de 2017               |
| 21        | 7         | «Last Shot»             | 17 de febrero de 2017   | 31 de marzo de 2017               |
| 22        | 8         | «Take You There»        | 24 de febrero de 2017   | 31 de marzo de 2017               |
| 23        | 9         | «Let it Go»             | 3 de marzo de 2017      | 31 de marzo de 2017               |
| 24        | 10        | «Falling for You»       | 10 de marzo de 2017     | 31 de marzo de 2017               |
| 25        | 11        | «Call My Name»          | 17 de marzo de 2017     | 31 de marzo de 2017               |
| 26        | 12        | «You Could Have it All» | 24 de marzo de 2017     | 31 de marzo de 2017               |
| 27        | 13        | «The Sound of Change»   | 31 de marzo de 2017     | 31 de marzo de 2017               |